# Sayō (Hyōgo)
Sayō (佐用町 Sayō-chō?) es un pueblo localizado en la prefectura de Hyōgo, Japón. En junio de 2019 tenía una población estimada de 16.079 habitantes y una densidad de población de 52,3 personas por km². Su área total es de 307,44 km².

## Geografía

### Localidades circundantes
- Prefectura de Hyōgo
  - Shisō
  - Tatsuno
  - Kamigōri
- Prefectura de Okayama
  - Bizen
  - Mimasaka

## Demografía
Según datos del censo japonés, la población de Sayō ha disminuido en los últimos años.
| Año del censo | Población |
| ------------- | --------- |
| 1995          | 23.341    |
| 2000          | 22.337    |
| 2005          | 21.012    |
| 2010          | 19.265    |
| 2015          | 17.510    |